# Piyale Paşa
Piyale Mehmed Paşa, nome completo di Piyale Paşa, traslitterato in Piyale Pasha, Piyale Pascià, Pialì Pascià o Pialì Bassà (Pelješac, 1515 – Istanbul, 21 gennaio 1578), è stato un ammiraglio ottomano, capitan pascià della Marina ottomana all'epoca dei sultani Solimano il Magnifico, Selim II e Murad III, noto per le sue incursioni e conquiste lungo le coste dell'Adriatico e del Mediterraneo dalla metà del XVI secolo alla battaglia di Lepanto del 1571.

## Biografia

### Nascita ed educazione
Nato a Viganj, un villaggio della penisola di Pelješac, era di origini croate, sebbene una controversa leggenda narra che fosse un neonato ritrovato su un vomere di un aratro alla periferia di Belgrado, in Serbia.
Fu catturato nel 1526 durante la battaglia di Mohács e divenne un soldato ottomano sotto Turgut Reis.
Piyale Paşa fu portato ad Istanbul, dove riuscì a distinguersi sufficientemente per essere allevato come ghazi del sultano. Ricevette la formazione presso l'accademia imperiale della scuola dell'Enderûn, ottenendo il titolo di kapıcıbaşı.

### Prime imprese
Nominato inizialmente sanjak-bey di Gallipoli, fu promosso a bahriye beylerbeyi (primo ammiraglio), ottenendo il comando della Marina ottomana all'età di soli 39 anni.
Nel 1554 occupò l'isola d'Elba e la Corsica, grazie ad un'imponente flotta e alla partecipazione degli ammiragli Turgut Reis e Salih Reis. L'anno seguente il sultano Solimano il Magnifico gli assegnò il compito di aiutare la Francia contro la Spagna su richiesta della madre del re Francesco II di Francia. Piyale Paşa partì con la sua flotta il 26 giugno 1555, per riunirsi con le forze francesi a Piombino e respingere gli spagnoli.
Negli anni successivi si impiegò in incursioni e saccheggi di molte città, tra cui Amalfi, le isole Eolie, Massa Lubrense, Piombino, Sorrento e Torre del Greco. Nel 1558 la sua flotta assalì le coste spagnole e Minorca.
Secondo alcuni storici, potrebbe essere stato lui a mettere a morte per tradimento nel 1554 l'ammiraglio ottomano Piri Reìs, autore di discusse carte geografiche dell'America.

### Battaglia di Gerba
I suoi continui successi militari spinsero il re Filippo II di Spagna a formare una "santa alleanza" con la Repubblica di Genova, la Serenissima, lo Stato Pontificio, il Ducato di Savoia e i Cavalieri di Malta, la cui flotta si scontrò con quella ottomana l'11 maggio 1560 presso l'isola di Gerba, al largo di Algeri e Tripoli, nell'omonima battaglia. Le potenze cristiane furono pesantemente sconfitte.
Piyale Paşa tornò trionfante ad Istanbul con un gran numero di prigionieri, tra cui il comandante del forte di Gerba Alvaro de Sande e gli ammiragli di Sicilia e di Napoli Sancho de Leyva e Berenguer de Requesens. Solimano il Magnifico gli diede in sposa Gevherhan Sultan, sua nipote e figlia di Selim II, che diverrà il successivo sultano.

### Assedio di Malta

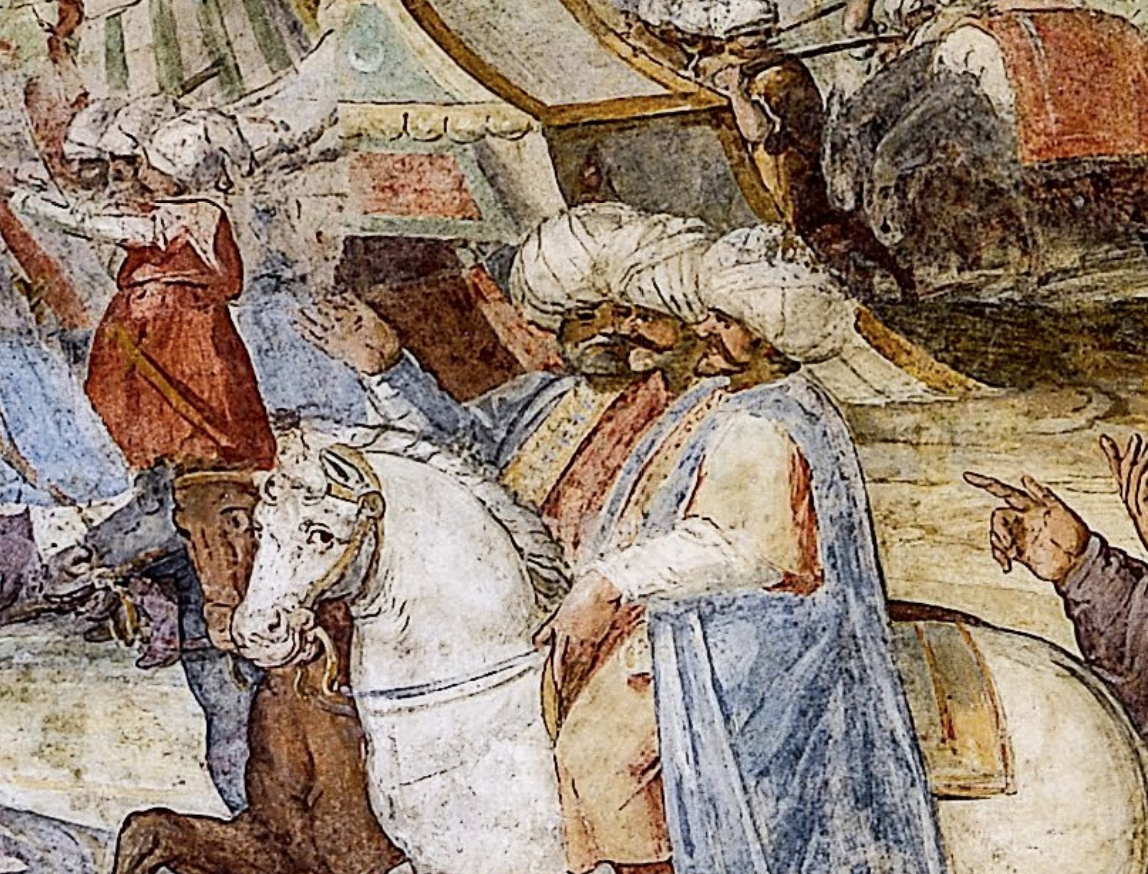
Piyale Paşa (a destra) ritratto a cavallo con Turgut Reis e Lala Kara Mustafa Pascià durante l'assedio di Malta del 1565 in un affresco di Matteo Pérez presente nella Sala Grande del Palazzo del Gran Maestro di La Valletta

La flotta al comando di Piyale Paşa riprese ben presto l'attività di conquista e razzia dei porti cristiani: infatti nel 1563, su commissione dei francesi, occupò Napoli, prima di essere scacciata dagli spagnoli.
Nel 1565 Solimano il Magnifico incaricò Piyale Paşa, assieme ai generali Lala Kara Mustafa Pascià e Turgut Reis, di eliminare l'Ordine ospedaliero di San Giovanni e conquistare Malta. Il duraturo assedio vide la strenua difesa dei Cavalieri e dei maltesi che costrinsero gli ottomani a desistere dopo quasi quattro mesi.

### Saccheggi lungo la costa adriatica

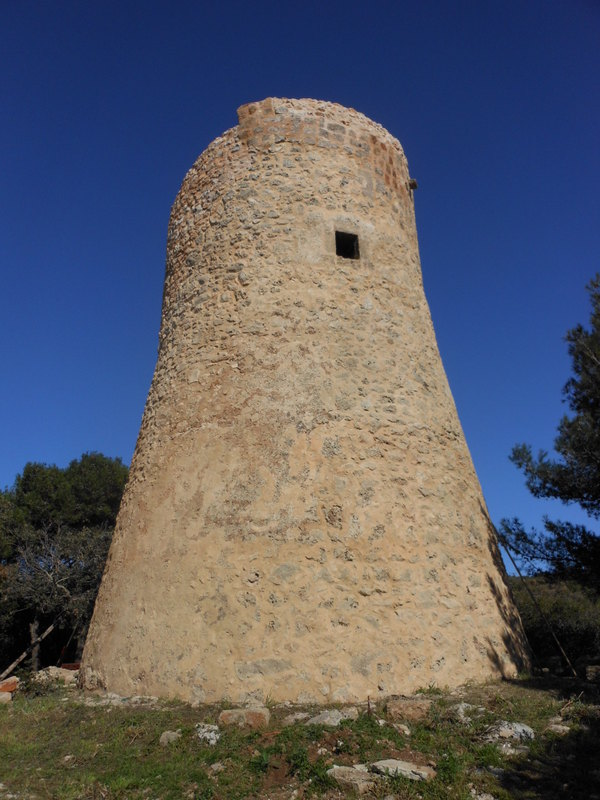
La Torre Santa Cesarea nel Salento, facente parte del sistema di fortificazione costiera voluto dall'imperatore Carlo V d'Asburgo dopo le scorrerie di Piyale Paşa

Nel 1566 Piyale Paşa conquistò l'isola di Chio ponendo fine alla presenza genovese nel mar Egeo. Subito dopo si dedicò a devastare le coste abruzzesi, molisane e pugliesi. A tal proposito, lo storico Giovanni Andrea Tria, riferendo di quanto scrisse il collega Tommaso Costo sugli avvenimenti del Regno di Napoli nel 1566, così raccontò: 
(Giovanni Andrea Tria, Memorie storiche, civili ed ecclesiastiche della città e diocesi di Larino, metropoli degli antichi Frentani, Roma, Giovanni Zempel, 1744, p. 167)
In Abruzzo furono particolarmente danneggiate o distrutte le città di Ortona e Casalbordino. La fortezza di Pescara venne incendiata, mentre il 1º agosto dell'anno fu assediata Ortona, con la distruzione della chiesa di San Marco e l'incendio della basilica di San Tommaso Apostolo. Furono, procedendo a sud, saccheggiate anche l'abbazia di San Giovanni in Venere e il monastero di Santo Stefano in Rivomaris a Casalbordino. Anche Vasto fu presa d'assedio, con la simbolica distruzione della cattedrale di San Giuseppe, di cui si conservò solo la facciata. Le scorrerie si protrassero fino alla Terra d'Otranto in Puglia, ragion per cui l'imperatore Carlo V d'Asburgo si impegnò in un progetto di fortificazione, a base di torri costiere, sull'Adriatico.

### Conquista di Cipro

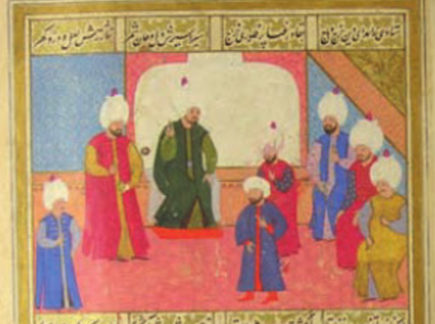
Udienza di Piyale Paşa nelle vesti di visir

Nel 1567 lasciò il grado di capitan pascià (kapudanpaşa) e il comando supremo della flotta a Müezzinzade Alì Pascià, per essere promosso nel 1568 a visir, divenendo il primo ammiraglio nella storia dell'Impero ottomano a raggiungere tale carica.
Il 15 maggio 1570 la flotta ottomana salpò per Cipro, allora in possesso alla Repubblica di Venezia, raggiungendola il 1º luglio. Il 22 luglio il generale Lala Kara Mustafa Pascià diede avvio alla guerra con l'assedio di Nicosia, che capitolò il 9 settembre. Le altre città furono conquistate in rapida successione, tranne Famagosta, che, dopo un lungo assedio, cadde il 4 agosto 1571.

### Sconfitta di Lepanto ed ultimi anni

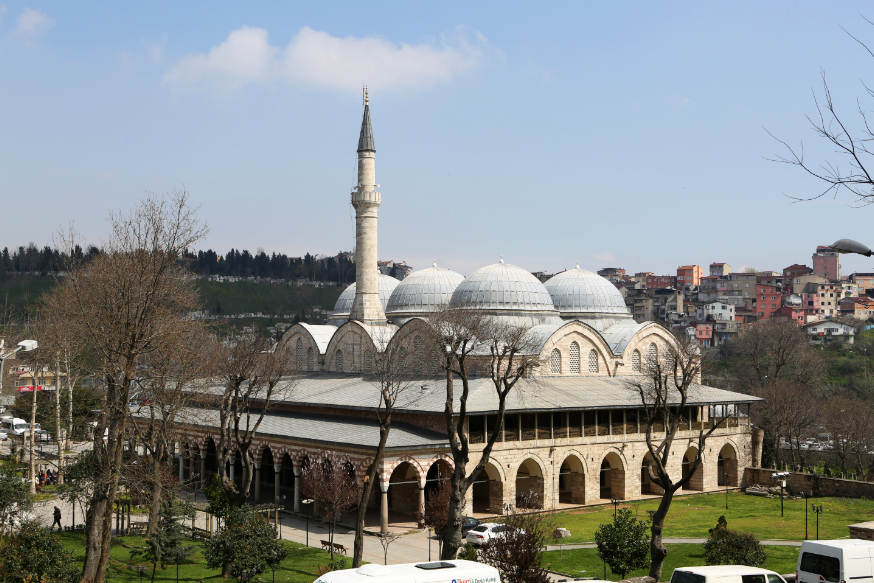
La Piyale Pasha Mosque di Istanbul, dove fu sepolto

Nel 1571 la flotta ottomana fu pesantemente sconfitta nella battaglia di Lepanto. Il comandante in capo, Müezzinzade Alì Pascià, perse la vita e Piyale Paşa fu richiamato al comando, finché al suo posto fu nominato Uluç Alì Pascià. Le cronache di Kâtip Çelebi e di Mustafa Selaniki, contemporaneo agli eventi, riferiscono che Piyale Paşa si dimise poco tempo dopo la disfatta di Lepanto.
In meno di un anno gli ottomani ricostruirono la flotta in numero pari a quanto era prima dello scontro a Lepanto e ripresero le azioni di guerra, sebbene con scarso successo. Nel 1573 in Puglia compì la sua ultima spedizione navale e l'anno seguente, con la battaglia di Tunisi, riconquistò la Tunisia dalla Spagna e dai suoi vassalli Hafsidi.
Morì il 21 gennaio 1578, venendo seppellito nella moschea dedicata, la Piyale Pasha Mosque, edificata negli ultimi anni della sua vita dall'architetto Sinān.

## Discendenza
Il 17 agosto 1562 sposò Gevherhan Sultan, figlia del futuro sultano Selim II e di Nurbanu Sultan e nipote di Solimano il Magnifico. Da lei ebbe due figli e tre figlie:
- Ayşe Atike Hanımsultan (1563-1615 circa), che sposò Doğancıbaşı Kerim Ağa; Atike Sultan, figlia di Ahmed I, prese il nome da lei[6];
- Sultanzade Mehmed Pasha († 1593), governatore del Peloponneso e dell'Erzegovina[6];
- Sultanzade Mustafa Bey, morto infante[6];
- Fatma Hanımsultan, sposatasi con Ibrahim Bey[6];
- Hatice Hanımsultan, talvolta considerata figlia di seconde nozze, andata in sposa nel 1598 a Sinanpasazade Sinanpaşaoğlu Mehmed Pasha, del quale rimase vedova nel 1605, quandò Ahmed I lo fece giustiziare[6]. Tramandò in eredità il suo palazzo, il Piyale Pasha Palace, a sua nipote Ismihan Kaya Sultan, figlia di Murad IV[6].